# عوين الأسفل (البيضاء)
عوين الأسفل هي إحدى قرى الجمهورية اليمنية. تتبع جغرافيا لمحافظة البيضاء و إداريًا لمديرية الصومعة. يبلغ تعداد سكانها 4139 نسمة حسب الإحصاء الذي أجري عام 2004.